# 崔徽
崔 徽（さい き、生年不詳 - 443年）は、北魏の官僚。字は玄猷。本貫は清河郡東武城県。

## 経歴
崔潜の子として生まれた。若くして文才があり、勃海郡の高演とともに名を知られた。はじめ相州別駕・中書侍郎として召され、しばらくして秘書監に転じた。貝丘侯の爵位を受け、龍驤将軍の号を加えられた。楽安王拓跋範が長安に駐屯すると、崔徽はその下で散騎常侍・督雍涇梁秦四州諸軍事・平西将軍となり、副将として年少の拓跋範を補佐した。楽安王の傅を代行し、爵位は済南公に進んだ。崔徽は政務の大綱をおさえるのみで、細かな事務を自らしようとはしなかった。人倫を好み、道義を講論すると、終日止まることがなかった。病のために平城に召還された。443年（太平真君4年）、死去した。諡は元公といった。

## 伝記資料
- 『魏書』巻24 列伝第12
- 『北史』巻21 列伝第9